# Julien Rancon
Pour les articles homonymes, voir Rancon (homonymie).
Julien Rancon, né le 18 novembre 1980 au Puy-en-Velay, est un sportif français spécialiste du trail et notamment des trails courts. Il a remporté plusieurs championnats de France de trail et de course de montagne.

## Biographie
Originaire de Haute-Loire, Julien Rancon est actuellement un des tout meilleurs traileurs français. Issu de l'athlétisme traditionnel, il a la particularité d'être également un très bon coureur sur route et en cross avec une référence en 1 h 05 min 53 s au semi-marathon de Paris en 2013 où il s'empare de la 11e place et finit 2e Français derrière Abdellatif Meftah.
Il signe également une belle première sur marathon à Paris en 2017 en réalisant 2h20'47''. Puis en 2018 il établit son record personnel sur 10km en 30'15'' (Villeurbanne)
Dès la catégorie junior, il se tourne vers la course en montagne où il obtient une première sélection internationale pour le Trophée mondial 1999 qui se déroule en Malaisie et se spécialise dans cette discipline. Médaillé de Bronze aux championnats d'Europe en 2006, puis Champion de France en 2007, il compte désormais 31 sélections en équipe de France (dont 2 chez les jeunes) et 4 titres nationaux individuels (2007-2012-2013-2014), ainsi que 10 titres par équipe. En 2017 avec l'équipe de France masculine il remporte pour la première fois de l'histoire le titre européen par à équipe à Kamnik en Slovénie, venant récompenser des années d'abnégation.
En parallèle dès 2007, il commence à pratiquer le trail où il obtient également 3 titres nationaux individuels (2010 et 2013 sur le Trail Court - 2011 sur le Trail) et 6 par équipe. En 2018 il réalise par ailleurs le 2e meilleur chrono français de l'histoire en 2h36'46'' sur la mythique course de Sierre Zinal.
En 2019, pour sa 3ème participation aux Championnats du Monde à Miranda da Corvo (Portugal), il remporte une deuxième médaille individuelle, après le bronze de 2013, en prenant la deuxième place derrière le britannique Jonathan Albon et contribue ainsi largement au titre collectif de l'équipe de France.
Diplômé en STAPS, il est par ailleurs éducateur sportif et entraîne une vingtaine de sportifs au sein d'une structure qu'il a créée, Rancon Accompagnement Conseils en Entraînement Sportif.

## Résultats
2019
- Vice-Champion du monde aux Championnats du monde de trail 2019 à Miranda do Corvo au Portugal

2018
- Vice-Champion de France de course en montagne
- 6e de Sierre Zinal en 2h36'46''
- Vainqueur de la montée du Ventoux
- Champion de l'Isère de cross

2017
- Champion d'Europe par équipe
- 10e des championnats du monde de course en montagne

2016
- Vice-Champion de France de course en montagne
- Vice-Champion de France de Trail court
- 9e des championnats d'Europe de course en montagne
- Vainqueur du Challenge National des Courses en montagne

2015
- Vainqueur du trail du Colorado, à La Réunion
- 2e du championnat de France de course en montagne

2014
- Champion de France de course en montagne
- Vainqueur de l'ascension du Col de Vence
- Vainqueur du Trail de la Drôme - 38 km

2013
- 3e des championnats du monde de trail 2013 à Conwy
- Vainqueur de Gap'en Cimes - Trail des Crêtes - 25 km[3]
- Vainqueur du Lyon Urban Trail - 36 km
- Champion de France de course de montagne
- Champion de France de trail court
- 12e aux championnats du monde de course en montagne (Krynica Zdroj - Pologne)

2012
- Vainqueur du Trail d'Albertville[3]
- Champion de France de course en montagne

2011
- Vainqueur du Trail tour national (TTN)[4]
- Vainqueur du Gruissan Phoebus Trail
- Vainqueur du Trail du Ventoux
- Vainqueur du Trail Nivolet Revard
- 10e des championnats du monde de course en montagne
- Médaillé de bronze par équipe aux championnats d’Europe de course en montagne

|      | Championnat d'Europe de course en montagne | Championnat du Monde course en montagne | Championnat du Monde de Trail   |
| ---- | ------------------------------------------ | --------------------------------------- | ------------------------------- |
| 1999 |                                            | 9e (junior)                             |                                 |
| 2003 |                                            | 25e                                     |                                 |
| 2005 | 13e 3ème par équipe                        | 12e 3ème par équipe                     |                                 |
| 2006 | 3e 2ème par équipe                         |                                         |                                 |
| 2007 | 13e 2ème par équipe                        | 14e                                     |                                 |
| 2008 | 5e 3ème par équipe                         | 40e                                     |                                 |
| 2009 | 12e 2ème par équipe                        | 26e                                     |                                 |
| 2010 | 4e 2ème par équipe                         | 32e                                     |                                 |
| 2011 | 26e                                        | 10e 3ème par équipe                     |                                 |
| 2012 | 6e 3ème par équipe                         | 22e                                     |                                 |
| 2013 |                                            | 12e                                     | 3e                              |
| 2014 | 6e 3ème par équipe                         | 17e                                     |                                 |
| 2015 | 8e                                         |                                         | 19e                             |
| 2016 | 9e                                         | 17e                                     |                                 |
| 2017 | 8e 1er par équipe                          | 10e 5ème par équipe                     |                                 |
| 2018 | 16e 3ème par équipe                        |                                         |                                 |
| 2019 |                                            |                                         | 2e Champion du Monde par équipe |

## Records
- Semi-marathon[4] : 1 h 05 min 53 s - Paris - 2013
- 10 km[6] : 30 min 15 s - Villeurbanne - 2018
  - marathon[7]: 2h 20 min 47 s - Paris - 2017